# 100731 Ara Pacis
100731 Ara Pacis este o planetă minoră (asteroid), cu un diametru de 3,924 km, din centura de asteroizi. A fost descoperită pe 18 februarie 1998 la Colleverde⁠(d) de Vincenzo Silvano Casulli⁠(d). 
Obiectul prezintă o orbită caracterizată de o semiaxă mare de 2,7743977903759 UAi, o excentricitate de 0,16, o înclinație de 12,9 ° în raport cu ecliptica.